# Epidendrum trimeroglossum
Epidendrum trimeroglossum är en orkidéart som beskrevs av Rudolf Schlechter. Epidendrum trimeroglossum ingår i släktet Epidendrum och familjen orkidéer.
Artens utbredningsområde är Colombia. Inga underarter finns listade i Catalogue of Life.